# 李芳園
李芳園，清朝武官、軍事將領，廣東省潮州府海陽縣人。
乾隆三十一年（1766年）丙戌科二甲第一名武進士。授三等侍衛。乾隆五十二年（1787年），以參將從征臺灣林爽文之功，賞花翎，授金門鎮總兵。乾隆五十四年（1789年）擔任台灣水師協副將。